# Bungarus sindanus
Bungarus sindanus är en ormart som beskrevs av Boulenger 1897. Bungarus sindanus ingår i släktet kraiter och familjen giftsnokar.
Denna orm förekommer i Pakistan och västra Indien. Kanske når den även Nepal.

## Underarter
Arten delas in i följande underarter:
- B. s. razai
- B. s. walli
- B. s. sindanus